# わが歌ブギウギ
『わが歌ブギウギ』（わがうたブギウギ）は、1987年5月11日から6月5日にかけて、NHK名古屋放送局製作で放送された「銀河テレビ小説」のテレビドラマである。

## 概要
昭和を代表する歌手で女優の笠置シヅ子を題材にした伝記ドラマで、笠置は大阪松竹少女歌劇団(OSSK後のOSK)のトップスターとして人気を博したのち、本格的なショーを目指す少女歌劇ではない男女混合の劇団・松竹楽劇団(SGD)の旗揚げのために上京。しかし、太平洋戦争の影響で慰問団の一員となり、そこでも歌を歌い続ける。
戦時中、興行主の御曹司と恋愛し、戦後に子供を授かるもその御曹司は病気により急逝。しかし、服部良一の作った「東京ブギウギ」を歌い、戦後の人気歌手になるまでを描いた。
『笠置シヅ子物語』の副題を付けて、舞台化された。初演は1993年にドラマ版と同じく順みつきの主演で三越劇場、1994年に中座で上演。2005年に真琴つばさ主演で大阪松竹座、2006年に名鉄ホール・天王洲アートスフィアにて再演された。潤色・演出はドラマ版の脚本家の小野田勇の息子・小野田正が担当し、初演は服部良一の息子・服部克久が、再演は孫の服部隆之が音楽を担当。

## 出演
- 笠置シヅ子 - 順みつき
- ユリー五十鈴 - かたせ梨乃
- 生駒芙美子 - 藤吉久美子
- 服部良一 - 山本圭
- 花森英介 - 川野太郎
- ラク町お葉 - 森光子（特別出演）
- 楽屋番 - 千葉保
- 田村 - 多賀勝
- 尾藤イサオ
- 海原小浜
- 大村崑
- 三野友華子
- 橋野リコ
- シヅ子の母 - 島村晶子
- 英みち（OSK日本歌劇団）
- 有希晃（OSK日本歌劇団）

## スタッフ
- 作 - 小野田勇
- 音楽 - 小川寛興
- 舞台考証 - 滝川はやみ
- 振付 - 内田喜隆
- 方言指導 - 山元勢津子、亀井賢二

## 舞台

### 初演版（1993年）
- 作 - 小野田勇
- 潤色・演出 - 小野田正
- 音楽 - 服部克久
- 振付 - 名倉加代子
- 笠置シヅ子 - 順みつき
- 服部良一 - 嵐圭史
- ユリー五十鈴 - 春日宏美（東京）/マッハ文朱（大阪）
- 花森英介 - 金田賢一
- 木暮五郎 - 小鹿番
- 早見秀孝（原作では早野秀高） - 小林誠
- 浅見和彦 - 真島茂樹
- 松本四郎 - 古賀豊
- 白石ふみ江（原作では生駒芙美子） -  峰いずみ
- ラク町お葉 - 海老沼香織
- バアのマダム夢子 - 葛城ゆい

### 再演版（2005年）
- 作 - 小野田勇
- 潤色・演出 - 小野田正
- 音楽 - 服部隆之
- 振付 - 名倉加代子
- 笠置シヅ子 - 真琴つばさ
- 服部良一 - 草刈正雄
- 花森英介 - 杉浦太陽
- 木暮五郎 - 上杉祥三
- 生駒芙美子 - 中澤裕子
- ユリー五十鈴 - 桜花昇（NewOSK日本歌劇団）
- 早野秀高 - 曽我廼家文童
- ラク町お葉 - 沢田亜矢子（大阪）/中尾ミエ（名古屋・東京）

### 再々演版（2026年）
- 作 - 小野田勇
- 補綴・演出：齋藤雅文
- 笠置シヅ子 - キムラ緑子
- 服部良一  - 松村雄基
- 花森英介  - 林翔太
- 木暮五郎 - 賀集利樹
- 生駒芙美子 - 惣田紗莉渚
- ユリー五十鈴 - 桜花昇ぼる
- 早野秀高 - 曾我廼家寛太郎
- ラク町お葉 - 一色采子

#### その他の出演
園岡新太郎【役名：松本四郎】・伊藤明賢・江口直彌・都築謙次郎・後藤英樹【役名：浅見和彦】・斉藤レイ【役名：バアのマダム夢子】・夢ゆかり・出口ルナ・中谷容子・植栗芳樹・中島俊介・大森輝順・吉永秀平・町田正明・杉本崇・山口雅弘・附田政信・鴇田芳紀［以下、NewOSK］朝香櫻子・萌川菜・森野木乃香・桐生麻耶・陵ちはや・折原有佐・春咲巴香・美砂まり・貴城優希・爽加凛・牧名ことり・珂逢こころ・平松沙理・桂稀けいと・蒼音淳・鈴峯ゆい